# Ridin' By
Ridin' By is de achtste single van zangeres Natalia en werd in België uitgebracht op 30 mei 2005. De song is eveneens terug te vinden op haar album Back For More. Op de single is er ook een extra song terug te vinden, genaamd You Are.
Nadat Natalia tijdens een van de afleveringen van Tien Om Te Zien live You Are zong, steeg de single terug in de Ultratop 50.

## Hitnotering
| "Ridin' By / You Are" in de Vlaamse Ultratop 50 - binnen: 04-06-2005 | "Ridin' By / You Are" in de Vlaamse Ultratop 50 - binnen: 04-06-2005 | "Ridin' By / You Are" in de Vlaamse Ultratop 50 - binnen: 04-06-2005 | "Ridin' By / You Are" in de Vlaamse Ultratop 50 - binnen: 04-06-2005 | "Ridin' By / You Are" in de Vlaamse Ultratop 50 - binnen: 04-06-2005 | "Ridin' By / You Are" in de Vlaamse Ultratop 50 - binnen: 04-06-2005 | "Ridin' By / You Are" in de Vlaamse Ultratop 50 - binnen: 04-06-2005 | "Ridin' By / You Are" in de Vlaamse Ultratop 50 - binnen: 04-06-2005 | "Ridin' By / You Are" in de Vlaamse Ultratop 50 - binnen: 04-06-2005 | "Ridin' By / You Are" in de Vlaamse Ultratop 50 - binnen: 04-06-2005 | "Ridin' By / You Are" in de Vlaamse Ultratop 50 - binnen: 04-06-2005 | "Ridin' By / You Are" in de Vlaamse Ultratop 50 - binnen: 04-06-2005 | "Ridin' By / You Are" in de Vlaamse Ultratop 50 - binnen: 04-06-2005 | "Ridin' By / You Are" in de Vlaamse Ultratop 50 - binnen: 04-06-2005 | "Ridin' By / You Are" in de Vlaamse Ultratop 50 - binnen: 04-06-2005 | "Ridin' By / You Are" in de Vlaamse Ultratop 50 - binnen: 04-06-2005 | "Ridin' By / You Are" in de Vlaamse Ultratop 50 - binnen: 04-06-2005 | "Ridin' By / You Are" in de Vlaamse Ultratop 50 - binnen: 04-06-2005 | "Ridin' By / You Are" in de Vlaamse Ultratop 50 - binnen: 04-06-2005 |
| Week                                                                 | 1                                                                    | 2                                                                    | 3                                                                    | 4                                                                    | 5                                                                    | 6                                                                    | 7                                                                    | 8                                                                    | 9                                                                    |                                                                      | 10                                                                   | 11                                                                   | 12                                                                   | 13                                                                   | 14                                                                   | 15                                                                   | 16                                                                   |                                                                      |
| -------------------------------------------------------------------- | -------------------------------------------------------------------- | -------------------------------------------------------------------- | -------------------------------------------------------------------- | -------------------------------------------------------------------- | -------------------------------------------------------------------- | -------------------------------------------------------------------- | -------------------------------------------------------------------- | -------------------------------------------------------------------- | -------------------------------------------------------------------- | -------------------------------------------------------------------- | -------------------------------------------------------------------- | -------------------------------------------------------------------- | -------------------------------------------------------------------- | -------------------------------------------------------------------- | -------------------------------------------------------------------- | -------------------------------------------------------------------- | -------------------------------------------------------------------- | -------------------------------------------------------------------- |
| Nummer                                                               | 43                                                                   | 15                                                                   | 12                                                                   | 14                                                                   | 20                                                                   | 27                                                                   | 31                                                                   | 36                                                                   | 46                                                                   | uit                                                                  | 40                                                                   | 31                                                                   | 23                                                                   | 27                                                                   | 39                                                                   | 39                                                                   | 47                                                                   | uit                                                                  |